# 深裂山葡萄
深裂山葡萄（学名：Vitis amurensis var. dissecta），又名百花山葡萄（得名于北京百花山），为葡萄科葡萄属山葡萄的变种。分布在中国大陆的黑龙江、吉林、辽宁、河北等地，生长于海拔50米至200米的地区，目前尚未由人工引种栽培。